# Ozillac
Ozillac es una comuna francesa situada en el departamento de Charente Marítimo, en la región Nueva Aquitania.

## Demografía
| 642 | 623 | 555 | 519 | 503 | 558 | 623 |
| Para los censos de 1962 a 1999 la población legal corresponde a la población sin duplicidades (Fuente: INSEE [Consultar]) |     |     |     |     |     |     |